# Присилья де Оливейра Азеведо
Присилья де Оливейра Азеведо — бразильская полицейская, получившая международные награды за свою службу.

## Биография

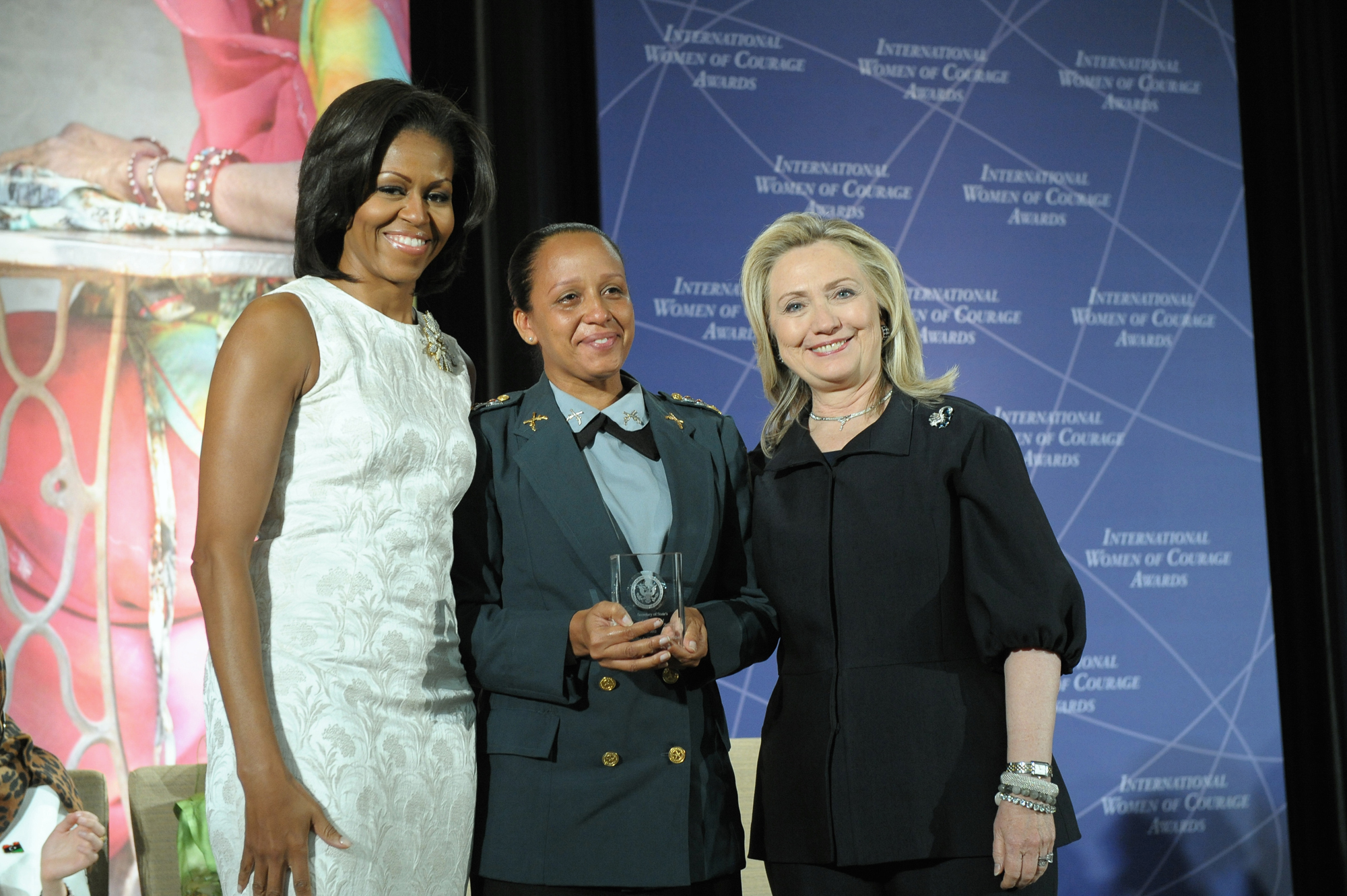
Присилья де Оливейра Азеведо вместе с Мишель Обамой и Хиллари Клинтон во время получения Международной женской премии за отвагу в 2012 году.

Она родилась примерно в 1978 году и выросла в районе Ларанхейрас.
В 1998 году она присоединилась к военной полиции штата Рио-де-Жанейро, а в 2000 году начала работать в уличных операциях в полицейских батальонах. В 2007 году её похитили, но она сбежала и сумела арестовать троих похитителей. В 2008 году она была назначена руководителем первого «Полицейского подразделения по умиротворению» в Рио-де-Жанейро, в фавеле Санта-Марта. С 2013 года она стала начальницей подразделения по умиротворению в Росинье, должность она получила после того, как прошлых офицеров отдела обвинили в причастности к исчезновению местного жителя.
В 2012 году она получила Международную женскую награду за отвагу, а журнал Veja назвал её Защитницей города.